# StEG II 256
Die StEG II 256 war eine Tenderlokomotive der Staats-Eisenbahn-Gesellschaft (StEG), einer privaten Eisenbahngesellschaft Österreich-Ungarns.
Die Maschine entstand als Umbau aus der StEG I 312 in eine 1B-Tenderlokomotive.
Die Werkstätte Pest der StEG verkleinerte dabei den Abstand zwischen den Treibrädern und installierte einen neuen Kessel mit Satteltank.
Vermutlich geschah dies in Anlehnung an die 1871/72 gebauten StEG II 606–607, die zwar dreifach gekuppelte Maschinen waren, aber ebenfalls einen Satteltank besaßen.
Außerdem hatten sowohl die 606–607 als auch die 256 einen Kronenschlot.
Der Umbau endete 1873, sodass die Maschine im nunmehrigen zweiten Bezeichnungsschema die Nummer 256 erhielt.
Ihr Name wurde auf VERÖCZE geändert.
Das Fahrzeug wurde 1882 ausgemustert.